# Muerte triple
La muerte triple o triple muerte, que sufren reyes, héroes, y dioses, es un tema supuestamente protoindoeuropeo, reconstruido a partir de relatos medievales de la mitología celta y germánica y atestiguada arqueológicamente a partir de cuerpos antiguos como el Hombre de Lindow.
Algunos defensores de la hipótesis de la trifuncionalidad distinguen dos tipos de muertes triples en los rituales y mitos indoeuropeos. En el primer tipo de muerte, una persona muere simultáneamente de tres maneras. Muere colgado (o estrangulado o cayendo de un árbol), ahogado (o por veneno), y herido. Estas tres muertes son pronosticadas, y a menudo son castigos por una ofensa contra las tres funciones de la sociedad indoeuropea. La segunda forma de muerte triple está dividida en tres partes distintas; estas muertes distintas son sacrificios a tres dioses distintos de las tres funciones.